# Мёртвый сезон (альбом)
Мёртвый сезон — восьмой студийный альбом группы Чёрный обелиск. Релиз альбома состоялся на портале ThankYou.ru 20 января 2012 года.

## Об альбоме
Работа над альбомом продолжалась более 5 лет, и музыканты назвали его лучшей и самой искренней работой коллектива.

## Список композиций
| №   | Название                  | Длительность |
| --- | ------------------------- | ------------ |
| 1.  | «Рок-стар»                | 4:31         |
| 2.  | «Под орлами двухголовыми» | 4:35         |
| 3.  | «1000 лиц»                | 3:28         |
| 4.  | «Синяя птица»             | 4:12         |
| 5.  | «Стань сильней»           | 3:48         |
| 6.  | «Мёртвый сезон»           | 4:36         |
| 7.  | «Открой глаза»            | 4:15         |
| 8.  | «Чёрное/Белое»            | 3:43         |
| 9.  | «Вальс»                   | 3:27         |
| 10. | «Псы»                     | 3:59         |
| 11. | «Исход»                   | 3:59         |
| 12. | «Не обещай»               | 3:29         |

## Участники записи

### Основной состав
- Дмитрий Борисенков — вокал, гитара
- Михаил Светлов — гитара
- Даниил Захаренков — бас-гитара
- Владимир Ермаков — барабаны

### Приглашённые участники
- Андрей Осокин — клавишные

Прочее
- Продюсер - Чёрный Обелиск
- Сопродюсер - Владимир Насонов
- Менеджмент - Алексей Чудинов
- Запись, сведение, мастеринг - студия "Чёрный Обелиск"
- Звукорежиссёр, звукоинженер - Дмитрий Борисенков
- Оформление буклета:
- Идея - Чёрный Обелиск
- Художник - Маргарита Незнамова